# Andrej Arłouski
Andrej Walerjewicz Arłouski (biał. Андрэй Валер'евіч Арлоўскі, ros. Андрей Валерьевич Орловский – Andriej Walerjewicz Orłowski, ur. 4 lutego 1979 w Bobrujsku) – białorusko-amerykański zawodnik mieszanych sztuk walki (MMA). Były zawodnik takich organizacji jak: Strikeforce, Affliction Entertainment, Elite XC, One FC, M-1 Challenge i UFC. W latach 2005–2006 mistrz UFC wagi ciężkiej.

## Życiorys
Urodził się w Bobrujsku, Białoruskiej SRR (obecnie Białoruś). Kiedy był młodszy, często był atakowany przez miejscowych chuliganów. W 1994 roku, kiedy miał 14 lat zaczął podnosić ciężary, aby nabrać mięśni. Zaczął uprawiać sztuki walki w wieku 16 lat, początkowo sambo, judo i kick-boxing.
W wieku 16 lat wstąpił do 4-letniej szkoły policyjnej w Mińsku, gdzie rozpoczął treningi sambo. Okazał się dużym talentem. W 1999 roku wygrał mistrzostwa Europy juniorów oraz mistrzostwach świata juniorów w sambo. Później zdobył również srebrne medale w Pucharze Świata i na mistrzostwach świata seniorów.
Później zaczął bardziej interesować się innymi sztukami walki, trenując kickboxing i rozwijając technikę, aby uzupełnić swoje umiejętności grapplingowe oparte na sambo.

## Kariera MMA

### M-1 MFC i początki w UFC
Aby rozwinąć umiejętność walki w „stójce”, w wieku 18 lat rozpoczął treningi kick-boxingu pod okiem utytułowanego rosyjskiego kickboksera Dmitrija Stiepanowa. Rok później w Petersburgu stoczył swoją pierwszą profesjonalną walkę w formule MMA – przegrał przez nokaut z innym debiutantem, Wiaczesławem Dacykiem. Na ring powrócił w kwietniu 2000 roku, gdy wygrał dwie walki, w tym przez nokaut z Romanem Ziencowem, zdobywając tytuł mistrza Europy wagi ciężkiej rosyjskiej organizacji M-1.
W listopadzie 2000 roku zadebiutował w amerykańskiej organizacji UFC. Wygrał pierwszą walkę, ale w dwóch kolejnych przegrał przez nokaut z Ricco Rodriguezem i Pedro Rizzo. Seria trzech zwycięstw przez nokaut w następnych pojedynkach sprawiła jednak, że otrzymał szansę walki o tymczasowe mistrzostwo UFC w wadze ciężkiej (dzierżący pas Frank Mir nie mógł bronić tytułu z powodu ran odniesionych w wypadku motocyklowym). Odbyła się ona 5 lutego 2005 roku, podczas gali UFC 51, a jego rywalem był Tim Sylvia. Arłouski pokonał Amerykanina przez poddanie w pierwszej rundzie (klucz na ścięgno Achillesa). 12 maja 2005 roku władze UFC odebrały pas Mirowi z powodu przedłużającej się niemożliwości jego bronienia i przekazały go Białorusinowi. Ten w październiku (UFC 55), już jako niekwestionowany mistrz UFC, w swojej pierwszej obronie znokautował w zaledwie 15 sekund Paula Buentello. 15 kwietnia 2006 roku (UFC 59) po raz drugi bronił tytułu i tym razem go stracił na rzecz Sylvii (TKO w pierwszej rundzie). Do trzeciej walki pomiędzy tymi zawodnikami doszło już trzy miesiące później podczas UFC 61. Po raz drugi lepszy był Sylvia, który wygrał przez decyzję sędziów.
Po trzeciej walce z Sylvią Arłouski stoczył w UFC jeszcze trzy wygrane pojedynki (m.in. z Fabricio Werdumem), po czym odszedł z organizacji.

### Affliction Entertainment i Strikeforce
W 2008 roku podpisał kontrakt z Affliction, w barwach której 24 stycznia 2009 roku zmierzył się z uznawanym ówcześnie za najlepszego zawodnika MMA wagi ciężkiej na świecie Rosjaninem Fiodorem Jemieljanienko. Stawką walki było mistrzostwo świata federacji WAMMA. Arłouski został znokautowany w pierwszej rundzie prawym sierpowym. Wkrótce potem organizacja Affliction zaprzestała działalności, a Arłouski przeszedł do Strikeforce. Białorusin stoczył dla tej organizacji trzy walki – wszystkie przegrane – z Brettem Rogersem, Antônio Silvą i Siergiejem Charitonowem.

### ProElite, ONE Fighting Championship i World Series of Fighting
Serię czterech porażek przerwał 27 sierpnia 2011 roku, gdy na gali Pro Elite pokonał przez TKO w trzeciej rundzie Raya Lopeza. 5 listopada, w swoim drugim pojedynku w organizacji Pro Elite, znokautował Travisa Fultona.
31 sierpnia 2012 roku doszło do czwartego starcia między Arłouskim, a Timem Sylvią na gali ONE FC 5 – Pride a Nation na Filipinach. Pod koniec 2. rundy Arłouski znokdaunował Sylvię po czym zadał nieprzepisowe kopnięcie w głowę leżącego przeciwnika. Sylvia odmówił dalszej kontynuacji walki co spotkało się z dużą dezaprobatą publiczności zgromadzonej na widowni. Sędziowie po dłuższej analizie zdecydowali się ogłosić wynik walki jako no contest (nierozstrzygnięty).
W 2012 roku związał się z nowo powstałą organizacją Raya Sefo – World Series of Fighting. 3 listopada znokautował byłego zawodnika IFL oraz Strikeforce Devina Cole’a na inauguracyjnej gali World Series of Fighting. W World Series of Fighting stoczył jeszcze dwa pojedynki, przegrany z Anthonym Johnsonem i wygrany z Mikiem Kyle’em.

### Powrót do UFC
W 2014 roku Arłouski został zwolniony z kontraktu WSoF i ponownie związał się z UFC. 14 czerwca tego samego roku, po prawie 6 latach powrócił do klatki UFC mierząc się z finalistą TUF-a Brendanem Shaubem. Białorusin pokonał Amerykanina niejednogłośnie na punkty.
2 stycznia 2016 przegrał pierwszy pojedynek od powrotu do UFC na gali nr 195, ze Stipe Miociciem przez TKO w niespełna minutę.
17 kwietnia 2021 na UFC Fight Night: Whittaker vs. Gastelum po trzech rundach pojedynku skupionego głównie na wymianach w stójce pokonał Amerykanina, Chase Shermana.
Na UFC Fight Night: Ladd vs. Dumont pokonał jednogłośnie na pełnym dystansie Brazylijczyka, Carlosa Felipe.
12 lutego 2022 w walce zamykającej kartę wstępną gali UFC 271 zmierzył się z Jaredem Vanderaą. Pojedynek rozstrzygnęli sędziowie punktowi, którzy wskazali niejednogłośne zwycięstwo Arłouskiego (29-28, 28-29, 29-28).
W Co-Main Evencie gali UFC Fight Night: Font vs. Vera, która odbyła się 30 kwietnia 2022 pokonał Jake’a Colliera przez niejednogłośną decyzję (27-30, 29-28, 29-28).
Podczas UFC Fight Night: Kattar vs. Allen 29 października 2022 przegrał przez duszenie w pierwszej rundzie z Brazylijczykiem, Marcosem Rogério de Limą.
Ostatnią walkę dla UFC stoczył 29 czerwca 2024 podczas gali UFC 303, gdzie przegrał przez niejednogłośną decyzję sędziowską ze Słowakiem, Martinem Budayem.

## Osiągnięcia

### Mieszane sztuki walki
- 2005–2006: Mistrz UFC w wadze ciężkiej
- 2005: Tymczasowy mistrz UFC w wadze ciężkiej
- Pierwszy białoruski mistrz w historii UFC
- Najwięcej zwycięstw w historii wagi ciężkiej UFC (23)[15]
- Najwięcej walk w historii wagi ciężkiej UFC (42)[15]
- Najdłuższy łączny czas walk w historii wagi ciężkiej UFC (6:49:58)[15]
- Najwięcej wygranych przez decyzję w historii UFC wagi ciężkiej[15]
- Najwięcej walk zakończonych decyzją w historii UFC wagi ciężkiej[15]
- Najważniejsze ciosy w historii wagi ciężkiej UFC (1453)[15]
- Najwięcej trafień w historii wagi ciężkiej UFC (1751)[15]

### Sambo
- Młodzieżowy Mistrz Europy Sambo
- 2. miejsce na Pucharze Świata w Sambo
- 2. miejsce na Mistrzostwach Świata Sambo

## Lista zawodowych walk w MMA
| Wynik     | Bilans    | Przeciwnik (bilans przed walką) | Rozstrzygnięcie                                                         | Runda | Czas | Rozgrywki                               | Data       | Miejsce         | Uwagi |
| --------- | --------- | ------------------------------- | ----------------------------------------------------------------------- | ----- | ---- | --------------------------------------- | ---------- | --------------- | --- |
| Przegrana | 34-24 (2) | Martin Buday (13-2)             | Decyzja (niejednogłośna)                                                | 3     | 5:00 | UFC 303                                 | 29.06.2024 | Las Vegas       | Ostatnia walka w UFC. |
| Przegrana | 34-23 (2) | Waldo Cortes-Acosta (10-1)      | Decyzja (jednogłośna)                                                   | 3     | 5:00 | UFC Fight Night: Ankalaev vs. Walker 2  | 13.01.2024 | Las Vegas       | |
| Przegrana | 34-22 (2) | Don'Tale Mayes (9-5)            | TKO (ciosy pięściami)                                                   | 2     | 3:17 | UFC on ESPN: Kara-France vs. Albazi     | 03.06.2023 | Las Vegas       | |
| Przegrana | 34-21 (2) | Marcos Rogério de Lima (19-8-1) | Poddanie (duszenie zza pleców)                                          | 1     | 1:50 | UFC Fight Night: Kattar vs. Allen       | 29.10.2022 | Las Vegas       | |
| Wygrana   | 34-20 (2) | Jake Collier (13-6)             | Decyzja (niejednogłośna)                                                | 3     | 5:00 | UFC on ESPN: Font vs. Vera              | 30.04.2022 | Las Vegas       | Co-Main Event |
| Wygrana   | 33-20 (2) | Jared Vanderaa (12-6)           | Decyzja (niejednogłośna)                                                | 3     | 5:00 | UFC 271                                 | 12.02.2022 | Houston         | |
| Wygrana   | 32-20 (2) | Carlos Felipe (11-1)            | Decyzja (jednogłośna)                                                   | 3     | 5:00 | UFC Fight Night: Ladd vs. Dumont        | 16.10.2021 | Las Vegas       | Co-Main Event |
| Wygrana   | 31-20 (2) | Chase Sherman (15-6)            | Decyzja (jednogłośna)                                                   | 3     | 5:00 | UFC Fight Night: Whittaker vs. Gastelum | 17.04.2021 | Las Vegas       | Co-Main Event |
| Przegrana | 30-20 (2) | Tom Aspinall (9-2)              | Poddanie (duszenie zza pleców)                                          | 2     | 1:09 | UFC Fight Night: Blaydes vs. Lewis      | 20.02.2021 | Las Vegas       | |
| Wygrana   | 30-19 (2) | Tanner Boser (19-6-1)           | Decyzja (jednogłośna)                                                   | 3     | 5:00 | UFC Fight Night: Santos vs. Teixeira    | 07.11.2020 | Las Vegas       | Co-Main Event |
| Wygrana   | 29-19 (2) | Philipe Lins (14-3)             | Decyzja (jednogłośna)                                                   | 3     | 5:00 | UFC Fight Night: Smith vs. Teixeira     | 13.05.2020 | Jacksonville    | |
| Przegrana | 28-19 (2) | Jairzinho Rozenstruik (8-0)     | KO (lewy sierpowy)                                                      | 1     | 0:29 | UFC 244                                 | 02.11.2019 | Nowy Jork       | |
| Wygrana   | 28-18 (2) | Ben Rothwell (36-11)            | Decyzja (jednogłośna)                                                   | 3     | 5:00 | UFC on ESPN 4: dos Anjos vs. Edwards    | 20.07.2019 | San Antonio     | |
| Przegrana | 27-18 (2) | Augusto Sakai (12-1-1)          | Decyzja (niejednogłośna)                                                | 3     | 5:00 | UFC on ESPN+ 8 : Jacaré vs. Hermansson  | 27.04.2019 | Sunrise         | |
| Niedbyta  | 27-17 (2) | Walt Harris (11-7)              | No contest                                                              | 3     | 5:00 | UFC 232                                 | 29.12.2018 | Inglewood       | Pierwotnie zwycięstwo Harrisa przez decyzję. Werdykt zmieniony po pozytywnym wyniku kontroli antydopingowej w organizmie Amerykanina. |
| Przegrana | 27-17 (1) | Szamil Abdurachimow (18-4)      | Decyzja (jednogłośna)                                                   | 3     | 5:00 | UFC Fight Night: Hunt vs. Oleynik       | 15.09.2018 | Moskwa          | |
| Przegrana | 27-16 (1) | Tai Tuivasa (9-0)               | Decyzja (jednogłośna)                                                   | 3     | 5:00 | UFC 225                                 | 09.06.2018 | Chicago         | |
| Wygrana   | 27-15 (1) | Stefan Struve (28-9)            | Decyzja (jednogłośna)                                                   | 3     | 5:00 | UFC 222                                 | 03.03.2018 | Las Vegas       | |
| Wygrana   | 26-15 (1) | Júnior Albini (14-2)            | Decyzja (jednogłośna)                                                   | 3     | 5:00 | UFC Fight Night: Poirier vs. Pettis     | 11.11.2017 | Norfolk         | |
| Przegrana | 25-15 (1) | Marcin Tybura (15-2)            | Decyzja (jednogłośna)                                                   | 3     | 5:00 | UFC Fight Night: Holm vs. Correia       | 17.06.2017 | Kallang         | Co-Main Event |
| Przegrana | 25-14 (1) | Francis Ngannou (9-1)           | KO (prawy sierp)                                                        | 1     | 1:32 | UFC on FOX 23: Shevchenko vs. Peña      | 28.01.2017 | Denver          | |
| Przegrana | 25-13 (1) | Josh Barnett (34-8)             | Poddanie (duszenie zza pleców)                                          | 3     | 2:53 | UFC Fight Night: Arlovski vs. Barnett   | 03.09.2016 | Hamburg         | Bonus za walkę wieczoru. Main Event                                                                                                   |
| Przegrana | 25-12 (1) | Alistair Overeem (40-14)        | TKO (kopnięcie po przeskoku i sierpowy)                                 | 2     | 1:12 | UFC Fight Night: Overeem vs. Arlovski   | 08.05.2016 | Rotterdam       | Main Event |
| Przegrana | 25-11 (1) | Stipe Miocic (13-2)             | TKO (ciosy pięściami)                                                   | 1     | 0:54 | UFC 195                                 | 02.01.2016 | Las Vegas       | Co-Main Event |
| Wygrana   | 25-10 (1) | Frank Mir (18-9)                | Decyzja (jednogłośna)                                                   | 3     | 5:00 | UFC 191                                 | 05.09.2015 | Las Vegas       | Co-Main Event |
| Wygrana   | 24-10 (1) | Travis Browne (17-2-1)          | TKO (ciosy pięściami)                                                   | 1     | 4:41 | UFC 187                                 | 23.05.2015 | Las Vegas       | Bonus za walkę wieczoru. |
| Wygrana   | 23-10 (1) | Antônio Silva (18-5)            | KO (ciosy pięściami)                                                    | 1     | 2:59 | UFC Fight Night: Silva vs. Arlovski     | 13.09.2014 | Brasília        | Bonus za występ wieczoru. Main Event                                                                                                  |
| Wygrana   | 22-10 (1) | Brendan Schaub (10-3)           | Decyzja (niejednogłośna)                                                | 3     | 5:00 | UFC 174                                 | 14.06.2014 | Vancouver       | |
| Wygrana   | 21-10 (1) | Andreas Kraniotakes (17-8-1)    | TKO (ciosy pięściami)                                                   | 2     | 3:14 | Fight Night: Battle on Nyamiha          | 29.11.2013 | Mińsk           | |
| Wygrana   | 20-10 (1) | Mike Kyle (20-9-1)              | Decyzja (jednogłośna)                                                   | 3     | 5:00 | World Series of Fighting 5              | 14.09.2013 | Atlantic City   | |
| Przegrana | 19-10 (1) | Anthony Johnson (14-4)          | Decyzja (jednogłośna)                                                   | 3     | 5:00 | World Series of Fighting 2              | 23.03.2013 | Atlantic City   | |
| Wygrana   | 19-9 (1)  | Mike Hayes (18-5-1)             | Decyzja (jednogłośna)                                                   | 3     | 5:00 | Fight Nights: Battle At Moscow 9        | 16.12.2012 | Moskwa          | |
| Wygrana   | 18-9 (1)  | Devin Cole (20-9-1)             | TKO (prawy sierpowy)                                                    | 1     | 2:37 | World Series of Fighting                | 03.11.2012 | Las Vegas       | |
| Nieodbyta | 17-9 (1)  | Tim Sylvia (31-7)               | No contest (nieprzepisowe kopnięcie w głowę leżącego Sylvi Arłouskiego) | 2     | 4:46 | One FC 5 – Pride a Nation               | 31.08.2012 | Quezon City     | |
| Wygrana   | 17-9      | Travis Fulton (249-49-10)       | KO (kopnięcie okrężne w głowę)                                          | 3     | 4:59 | Pro Elite: Big Guns                     | 05.11.2011 | Moline          | |
| Wygrana   | 16-9      | Ray Lopez (6-2)                 | TKO (ciosy pięściami)                                                   | 3     | 2:43 | Pro Elite: Arlovski vs Lopez            | 27.08.2011 | Honolulu        | Main Event |
| Przegrana | 15-9      | Siergiej Charitonow (18-5)      | KO (ciosy pięściami)                                                    | 1     | 2:49 | Strikeforce: Fedor vs. Silva            | 12.02.2011 | East Rutherford | Strikeforce World GP Heavyweight Tournament – ćwierćfinał.                                                                            |
| Przegrana | 15-8      | Antônio Silva (13-2)            | Decyzja (jednomyślna)                                                   | 3     | 5:00 | Strikeforce: Heavy Artillery            | 15.05.2010 | Saint Louis     | |
| Przegrana | 15-7      | Brett Rogers (9-0)              | TKO (ciosy pięściami)                                                   | 1     | 0:22 | Strikeforce: Lawler vs. Shields         | 06.06.2009 | Saint Louis     | |
| Przegrana | 15-6      | Fiodor Jemieljanienko (29-1)    | KO (prawy sierpowy)                                                     | 1     | 3:14 | Affliction: Day of Reckoning            | 24.01.2009 | Anaheim         | Walka o mistrzostwo WAMMA w wadze ciężkiej.                                                                                           |
| Wygrana   | 15-5      | Roy Nelson (3-2)                | KO (prawy sierpowy)                                                     | 2     | 1:46 | EliteXC: Heat                           | 04.10.2008 | Floryda         | |
| Wygrana   | 14-5      | Ben Rothwell (29-5)             | KO (ciosy pięściami)                                                    | 3     | 1:13 | Affliction: Banned                      | 19.07.2008 | Anaheim         | |
| Wygrana   | 13-5      | Jake O’Brien (10-0)             | KO (ciosy pięściami)                                                    | 2     | 4:17 | UFC 82                                  | 01.03.2008 | Columbus        | |
| Wygrana   | 12-5      | Fabricio Werdum (9-2-1)         | Decyzja (jednogłośna)                                                   | 3     | 5:00 | UFC 70: Nations Collide                 | 21.04.2007 | Manchester      | Co-Main Event |
| Wygrana   | 11-5      | Márcio Cruz (2-1)               | KO (ciosy pięściami)                                                    | 1     | 3:15 | UFC 66                                  | 30.12.2006 | Las Vegas       | |
| Przegrana | 10-5      | Tim Sylvia (21-2)               | Decyzja (jednogłośna)                                                   | 5     | 5:00 | UFC 61                                  | 08.07.2006 | Las Vegas       | Walka o mistrzostwo UFC w wadze ciężkiej. Main Event                                                                                  |
| Przegrana | 10-4      | Tim Sylvia (20-2)               | TKO (ciosy pięściami)                                                   | 1     | 2:43 | UFC 59                                  | 15.04.2006 | Anaheim         | Stracił mistrzostwo UFC w wadze ciężkiej. Main Event                                                                                  |
| Wygrana   | 10-3      | Paul Buentello (21-8)           | KO (prawy sierpowy)                                                     | 1     | 0:15 | UFC 55                                  | 07.10.2005 | Oxoboxo River   | Obronił mistrzostwo UFC w wadze ciężkiej. Main Event                                                                                  |
| Wygrana   | 9-3       | Justin Eilers (9-3-1)           | TKO (ciosy pięściami)                                                   | 1     | 4:10 | UFC 53                                  | 04.06.2005 | Atlantic City   | Obronił mistrzostwo UFC w wadze ciężkiej. Main Event                                                                                  |
| Wygrana   | 8-3       | Tim Sylvia (7-1)                | Poddanie (dźwignia na staw skokowy)                                     | 1     | 0:47 | UFC 51                                  | 05.02.2005 | Las Vegas       | Zdobył tymczasowe mistrzostwo UFC w wadze ciężkiej.                                                                                   |
| Wygrana   | 7-3       | Wesley Correira (13-4)          | TKO (ciosy pięściami)                                                   | 2     | 1:15 | UFC 47                                  | 02.04.2004 | Las Vegas       | |
| Wygrana   | 6-3       | Uładzymir Maciuszenko (13-2)    | KO (prawy sierpowy)                                                     | 1     | 2:10 | UFC 44                                  | 26.08.2003 | Paradise        | Co-Main Event |
| Wygrana   | 5-3       | Ian Freeman (13-5)              | TKO (ciosy pięściami)                                                   | 1     | 1:25 | UFC 40                                  | 22.11.2002 | Paradise        | |
| Przegrana | 4-3       | Pedro Rizzo (11-3)              | KO (ciosy pięściami)                                                    | 3     | 1:45 | UFC 36                                  | 22.03.2002 | Paradise        | Co-Main Event |
| Przegrana | 4-2       | Ricco Rodriguez (9-1)           | TKO (ciosy pięściami)                                                   | 3     | 1:23 | UFC 32                                  | 29.06.2001 | East Rutherford | |
| Wygrana   | 4-1       | Aaron Brink (8-3)               | Poddanie (dźwignia na staw łokciowy)                                    | 1     | 0:55 | UFC 28                                  | 11.11.2000 | East Rutherford | Debiut w UFC. |
| Wygrana   | 3-1       | John Dixson (7-11)              | KO (ciosy pięściami)                                                    | 1     | 0:13 | Super Fight at International Tournament | 13.05.2000 | Petersburg      | Main Event |
| Wygrana   | 2-1       | Roman Ziencow (1-0)             | TKO (ciosy pięściami)                                                   | 1     | 1:18 | M-1 MFC-European Championship 2000      | 09.04.2000 | Petersburg      | Zdobył mistrzostwo Europy M-1 w wadze ciężkiej.                                                                                       |
| Wygrana   | 1-1       | Michael Tielrooy (4-7)          | Poddanie (duszenie gilotynowe)                                          | 1     | 1:25 | M-1 MFC-European Championship 2000      | 09.04.2000 | Petersburg      | |
| Przegrana | 0-1       | Wiaczesław Dacyk (0-0)          | KO (prawy prosty)                                                       | 1     | 6:05 | M-1 MFC – World Championship 1999       | 09.04.1999 | Petersburg      | |

## Kariera filmowa i telewizyjna
Jego pierwszy filmowy debiut miał miejsce w 2006, gdzie zagrał w filmie 8 Diamentów. Grał również w Universal Soldier: Regeneration w 2009 roku, razem z Jean-Claude Van Damme i Dolphem Lundgrenem. W filmie gra „NGU”, UniSol nowej generacji wystąpił w głównej roli „złego faceta”. Film został wydany bezpośrednio 2 lutego 2010 roku w Stanach Zjednoczonych. Zagrał także rolę w kolejnym filmie Universal Soldier – Universal Soldier: Day of Reckoning, który został wydany w kinach 30 listopada 2012 roku i na żądanie 25 października 2012 roku.
W 2015 roku pojawił się w programie telewizyjnym Limitless w odcinku 7 „Brian Finch’s Black Op”. Grał rolę podejrzanego o terroryzm ściganego przez CIA. Program pierwotnie wyemitowany 3 listopada 2015 r.
Arlovski pojawił się w programie MTV Mayhem Miller Bully Beatdown, w którym pokonał „tyrana”, zarabiając w ten sposób 10 000 dolarów.
W 2018 roku odegrał niewielką rolę strażnika mafii u boku Denzela Washingtona w początkowej scenie The Equalizer 2.

## Życie prywatne
Mieszka na stałe w Chicago. Przez ponad dwa lata jego partnerką była polska modelka Patrycja Mikula.